# Juvenile fantasy
Con il termine Juvenile fantasy si indicano delle storie di letteratura per ragazzi con elementi fantasy ad esempio gli gnomi dei boschi o i nani o gli elfoidi..
La fantasia per bambini è letteratura per bambini con elementi di fantasia: fantasia per giovani lettori.[1] Può anche significare fantasia letta dai bambini (indipendentemente dal pubblico previsto).[2]
Il genere ha radici in racconti popolari come le favole di Esopo che non erano originariamente destinati ai bambini.[3] Prima dell'era vittoriana, le fiabe erano percepite come immorali e inadatte alla mente dei bambini.[4] Un mercato per la fantasia per bambini è stato istituito in Gran Bretagna nel 19º secolo,[5] portando a opere come Alice nel paese delle meraviglie di Lewis Carroll e la serie Five Children di Edith Nesbit.[6] Nesbit è stata citata come la creatrice della fantasia moderna per bambini.[7] Il genere si è sviluppato anche in America, esemplificato da Il meraviglioso mago di Oz di L. Frank Baum.[8]
L'età d'oro della fantasia per bambini, secondo gli studiosi, si è verificata a metà del XX secolo.[9] Il genere è stato influenzato da Lo Hobbit di J. R. R. Tolkien e da Le cronache di Narnia di C. S. Lewis.[10] Sulla scia di Narnia, il dopoguerra ha visto aumentare la posta in gioco e le manifestazioni del male nelle opere di Susan Cooper e Alan Garner.[11] La Terra di Mezzo di Tolkien ha portato alla fantasia mitopeica negli anni '70, da autori come Ursula K. Le Guin e Robin McKinley.[12] Un'altra scrittrice influente di questo periodo fu Diana Wynne Jones, che scrisse sia fantasie medievali che realiste.[13]
Alla fine degli anni '90, Harry Potter di J. K. Rowling ha portato a una rinascita della fantasia per bambini.[14] Il cosiddetto boom di Potter ha rianimato le carriere degli autori più anziani e ha generato molti imitatori.[15] Un successo simultaneo è His Dark Materials di Philip Pullman, una fantasia più oscura e realistica che ha portato a una tendenza corrispondente in un nuovo mercato per giovani adulti.[16][17]
I principali autori di tale genere sono C. S. Lewis, J. K. Rowling, L. Frank Baum e Lewis Carroll.